# إليشيفا بيكوفسكي
إليشيفا بيكوفسكي (بالروسية: Элишева Быховская) (اسمها عند الولادة إليزافيتا إيفانوفنا جيركوفا، 20 سبتمبر 1888-27 مارس 1949) شاعرة، وكاتبة، وناقدة أدبية، ومترجمة روسية-عبرية، وغالبًا ما عُرفت ببساطة باسمها إليشيفا المأخوذ من العبرية التوراتية. والدها الروسي الأرثوذكسي، إيفان جيركوفا، مدرس القرية الذي أصبح فيما بعد بائع كتب وناشرًا للكتب المدرسية، ووالدتها من الكاثوليك الأيرلنديين الذين استقروا في روسيا بعد الحروب النابليونية (1803-1815). كتبت إليشيفا معظم أعمالها باللغة العبرية، وترجمت الشعر الإنجليزي والعبري إلى الروسية.
عند وفاة والدتها عام 1891، انتقلت إلى موسكو مع خالتها، الأخت الكبرى لوالدتها، وهناك عاشت محاطة باللغة والثقافة الإنجليزية. على الرغم من أنها ليست يهودية الثقافة، لكنها أصبحت زميلة للفتيات اليهوديات اللواتي عرفنها بثقافتهن وتقاليدهن، وبدأت كتابة الشعر في عام 1907. لم تفرق بدايةً بين العبرية واليديشية باعتبارهما «لغة اليهود»، وبدأت في دراسة اليديشية، ووجدت أنها سهلة الفهم لقربها من اللغات الأوربية الأخرى، وخاصة الألمانية، بحسب ما كتبت. تعلمت الأبجدية العبرية من كتاب قواعد اللغة العبرية يملكه شقيقها، العالم في فقه اللغة والإسبرانتو ليف جيركوفا (1885-1963)، والمتخصص في اللغات الفارسية والقوقازية. درست الأدب الروسي والإنجليزي، وتخرجت من مدرسة القواعد للبنات، وفي عام 1910 حصلت على شهادة مدرّسة في مدرسة تقدمية تابعة لجمعية العمل واللعب للأطفال التي أسسها ستانيسلاوس شاتسكي وألكسندر زيلينكو من خلال الدورات التي دربت معلمي ما قبل المدرسة والابتدائية بحسب النظام الذي ابتكره للمعلم الألماني فريديريك فروبل (1782-1852).

## مهنة الكتابة

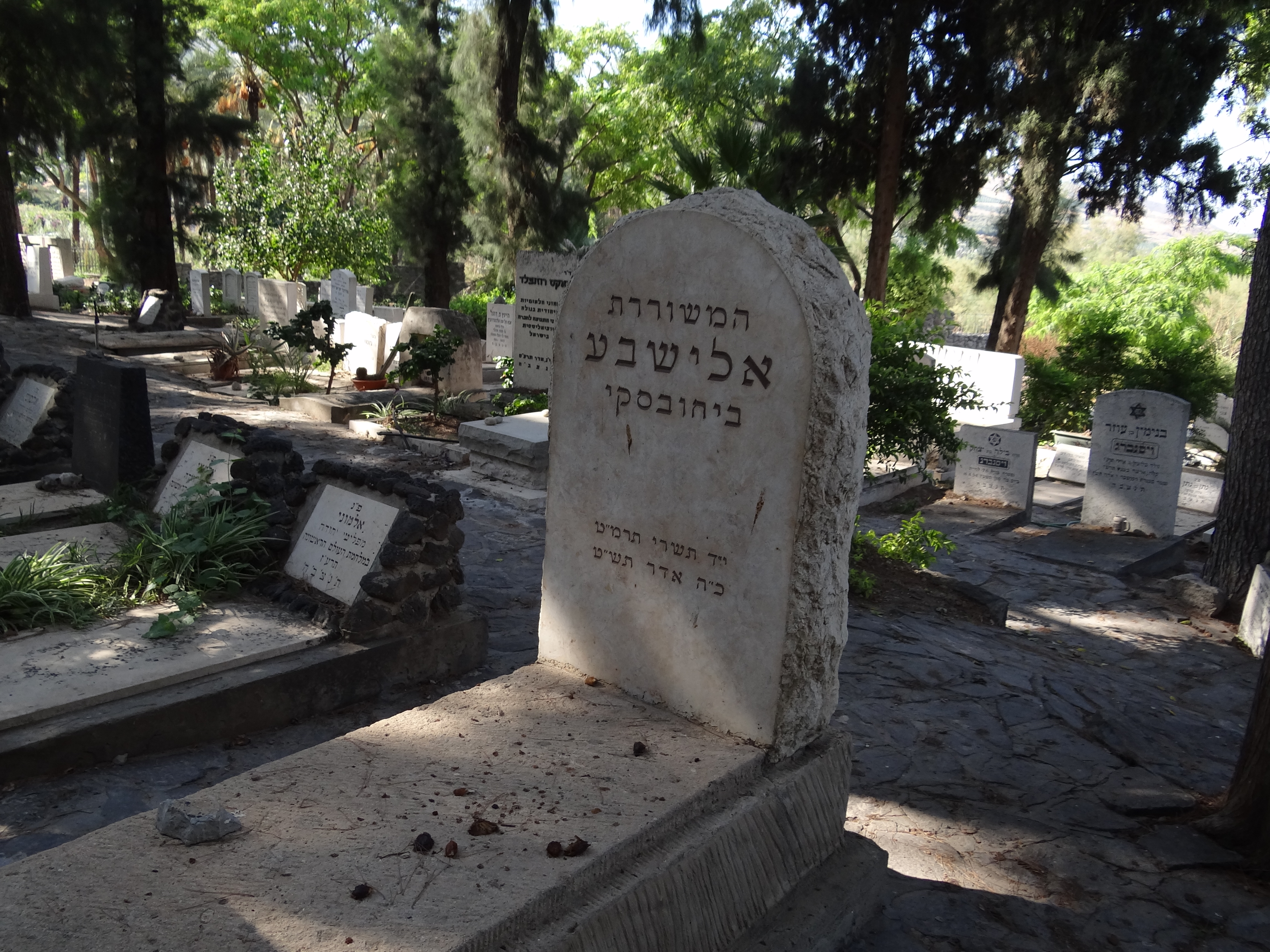
قبر إليشيفا في مقبرة كفوتسات طبريا.

ابتداءً من عام 1915، نُشرت ترجمات إليشيفا الأولى من اليديشية إلى الروسية في المجلة اليهودية الصادرة باللغة الروسية (الحياة اليهودية). كانت عبارة عن قصص قصيرة من تأليف هيرش دوفد نومبيرغ (1876-1927)، وقصائد لشموئيل يانكيف إمبر (1889-1942؟)، وترجمات غير مباشرة، من خلال النسخة اليديشية من تأليف حاييم ناحمان بياليك، للقصائد العبرية في يهوذا اللاوي في القرن الثاني عشر. بدأت لاحقًا في ترجمة أعمال الكتاب العبرانيين المعاصرين إلى الروسية مثل غيرشون شوفمان (1880-1972) ويوسف حاييم برينر (1881-1921).
خلال الفترة التي قضتها في ريازان بين عامي 1917 و1919، ومع تعميق مهاراتها العبرية، ألفت أكثر من 200 قصيدة روسية، نشرها خطيبها سيميون بيكوفسكي في مجموعتين عام 1919، (دقائق) و(أغاني سرية). نُشرت كلتاهما باسمها المستعار (إي. إليشيفا) وأظهرت ارتباطًا قويًا بالثقافة اليهودية وشوقًا لها. منذ عام 1920، عندما تزوجت بيكوفسكي، نشرت قصائدها الأولى بالعبرية واعتمدت نهائيًا اسم إليشيفا بدلًا من اسمها الأصلي الروسي إليزافيتا. تأثرت على ما يبدو بكل من معلمها العبري الأصلي وزوجها، واعتمدت العبرية لغة عملها الوحيدة وتوقفت عن الكتابة باللغة الروسية، سيميون نفسه اعتمد الشكل العبري لاسمه شمعون. تزوجا في مكتب السجل المدني لأن اختلاف الأديان يمنع الزواج الديني.
ظهر شعر إليشيفا أيضًا في روزنامة هاتكوفا (إبك، وارسو، 1921)، ومجلة هاتورن (ذا ماست، نيويورك، 1922)، ومجموعة (العامل الشاب (هابول هاتزير)، تل أبيب، 1923) و(العالم (ها-أولام)، لندن، 1925). في عام 1925 انتقلت عائلة بيكوفسكي إلى فلسطين، مع ابنتهما الصغيرة ميريام (ولدت عام 1924)، واستقروا بالقرب من ثانوية هرتسليا العبرية في يافا. هناك نشرت مجموعتان شعريتان، (وعاء صغير، تل أبيب، 1926) و(القوافي، تل أبيب، 1928)، ووظفت اللفظ السفاردي في شعرها ليصبح المعيار المقبول. بصفتها واحدة من الشعراء العبريين الأوائل في فلسطين، ساعدت إليشيفا في تشكيل الحياة الأدبية في الدولة الناشئة، موضحةً: «لا يسعني إلا أن أشير إلى هدف واحد في عملي -المساعدة قدر الإمكان في تطوير الشعر باللغة العبرية التي نتحدث بها كل يوم وبالنطق السفاردي. لذلك امتنعت عن كل التجارب والسعي وراء أشكال أو ابتكارات جديدة في شعري، لأنني أولًا وقبل كل شيء أريد أن أرى الشعر العبري حيويًا وطبيعيًا ومرتبطًا ارتباطًا وثيقًا بلغتنا وحياتنا».
تأثر الجمهور اليهودي كثيرًا بترك إليشيفا شعبها ولغتها وراءها للانضمام إلى القادمين الجدد اليهود في وطنهم الناشئ في فلسطين. استقبلها المجتمع الأدبي بدايةً بحماس، ورتب قراءات لأعمالها، والتي نُشرت على نطاق واسع، لدرجة أن شعبيتها أثارت استياء بعض الشعراء الشباب (مجموعة كتابات (كيتوفيم)، برئاسة أفراهام شلونسكي، 1900-1973) وجعلوها هدفًا في كفاحهم ضد الشعراء الأكبر سنًا (مجموعة الميزان (المزنايم)، بقيادة حاييم ناحمان بياليك، والتي كانت إليشيفا نفسها عضوًا فيها). استمرت هذه الفترة سبع سنوات فقط (1925-1932)، أنتجت خلالها إليشيفا الجزء الأكبر من شعرها ونثرها ومقالاتها ونقدها الأدبي، مع نشر أعمالها في الصحافة العبرية في فلسطين (المزنايم ودوار ها يوم)، وفي الخارج (هاتكوفا، وهاتورن، وها-أولام)، أو في الكتب التي نشرتها دار نشر زوجها، تومر. ظهرت إليشيفا: مقالات مجمعة عن الشاعرة إليشيفا في عدة طبعات في تل أبيب ووارسو، ابتداء من عام 1927، وظهر (الشاعر والرجل) في عام 1929. كوس كتانة هو أول كتاب شعر لشاعرة، وسمتاوت أول رواية لامرأة تنشر في فلسطين. لُحنت بعض قصائدها الصغيرة والشغوفة، ونُشرت ترجمات للقصائد العبرية الفردية إلى اليديشية، والروسية، والهولندية، والإنجليزية، والفرنسية، والألمانية، والهنغارية، والإيطالية، والبولندية، والويلزية في المجلات الدورية المختلفة وأدرجت ترجمات جديدة إلى الروسية في مجموعة بعنوان (قلت لنفسي قبل النهاية، مكتبة أليا، 1981، 1990).

## في السنوات اللاحقة
على الرغم من مهنتها في الكتابة وأعمالها في مجال النشر، غالبًا ما وجد الزوجان نفسيهما في ضائقة مالية شديدة، وأجبرت إليشيفا عدة مرات على ترك زوجها وابنتها للقيام بجولات أدبية للجاليات اليهودية في أوروبا، حيث قامت بقراءات شعرية وروت قصصًا لجمهور كبير في فعاليات مرتبة خصيصًا، خلال العطلة المدرسية في الصيف، رافقها زوجها وابنتها. في صيف عام 1932، في خضم هذه الجولة في كيشيناو -ثم في رومانيا وآنذاك في مولدوفا- توفي زوجها شمعون فجأة. عادت إليشيفا إلى تل أبيب حزينة على وفاة زوجها، ولم تنجح محاولاتها لكسب الرزق (من بين أمور أخرى، كعملها أمينة مكتبة في مكتبة شاعر صهيون العامة في تل أبيب). على الرغم من أنها كسبت لقمة العيش من جولاتها الأدبية في أوروبا، فقد وقعت هي وابنتها في فقر مدقع. انتقلت إلى كوخ متهدم على حدود تل أبيب، وأنقذها من الجوع الشاعر حاييم نحمان بياليك عندما ضمن لها راتب متواضع قدره 15 دولارًا شهريًا من مؤسسة إسرائيل ماتز غير الربحية، وهي منظمة غير ربحية في نيويورك تأسست من أجل مساعدة الكتاب العبرانيين المعوزين.
شعرت بالمرارة والألم بسبب توقفها عن العمل الأدبي بين يهود وطنها الفلسطيني المتبنى، وانقطعت نفسها عن المجتمع وتوقفت عن نشر أعمال جديدة. أجرت بعض الترجمات، التي اعتبرتها غير مهمة، لكنها اضطرت لتغطية نفقاتها بالعمل كعاملة غسيل. عملت ابنتها ميريام في الخدمة الإقليمية المساعدة البريطانية في مصر خلال الحرب العالمية الأولى وتزوجت في عام 1946 من جندي بريطاني، وأنجبت منه ثلاث بنات، وفي عام 1949 خططت إليشيفا لزيارتهم في إنجلترا. نظرًا لأنها لم تكن على ما يرام، فقد دفع لها بعض الأصدقاء من مجلة دافار هبوليت النسائية لتتمكن من زيارة الينابيع الساخنة في طبريا، حيث توفيت بسبب السرطان في 27 مارس 1949. على الرغم من المودة العميقة التي أبدتها إليشيفا للثقافة اليهودية وانخراطها في إنشاء دولة إسرائيل، لكنها لم تتحول أبدًا إلى اليهودية -وهي حقيقة لم تخفها أبدًا؛ ظلت دائمًا مسيحية أرثوذكسية- لذلك ظهرت صعوبات تعلقت بمكان الدفن. فقط بعد تدخل رئيس جمعية الكتاب العبريين في إسرائيل جرى الاتفاق على دفنها في مقبرة كفوتزات كينيرت، بالقرب من قبر الشاعرة ريتشيل بلوستين.